# Sangha-Mbaéré
Sangha-Mbaéré er et af de 20 præfekturer i Den Centralafrikanske Republik der ligger i den sydvestlige del af landet, med hovedstad i byen Nola. Det har et areal på 18.590 km². I 2022 var der  138.770 indbyggere.

## Inddeling
Sangha-Mbaéré er opdelt i 3 underpræfekturer:
- Nola
- Bambio
- Bayanga

## Geografi
Præfekturet ligger i den sydvestlige del af landet og grænser op til præfekturene Mambéré-Kadéï mod nordvest,  Lobaye mod nordøst, og landene Republikken Congo mod sydøst og Cameroun mod sydvest.